# Barrika
Barrika är en kommun i Spanien. Den ligger i Biscayaprovinsen i den autonoma regionen Baskien i norra delen av landet, 300 km norr om huvudstaden Madrid. Antalet invånare är 1 549 (2024). Arean är 7,74 kvadratkilometer. Barrika gränsar till Sopela och Plentzia. 